# 추계 추씨
추계 추씨(秋溪秋氏)는 경기도 용인시 처인구 양지면 추계리를 관향으로 하는 한국의 성씨이다.
시조는 남송(南宋) 고종(高宗) 때 적부라(籍符羅)를 역임하고 고려에 동래한 추엽(秋饁)이다.

## 역사
시조 추엽(秋饁)은 중국 남송(南宋) 고종(高宗) 소흥(紹興) 11년(서기 1141년) 문과에 급제하여 적부라(籍符羅)직을 역임하였다. 그는 고려 인종 때 가솔을 이끌고 함흥(咸興) 연화도(蓮花島)에 정착하여 한국 추씨의 시조가 되었다. 시조 추엽(秋饁)의 묘소는 함경남도 함흥시 연화도에 있으며, 1868년(고종 5년) 통훈대부 연천현감(漣川縣監) 남정하(南廷夏)가 묘갈명(墓碣銘)을 썼다.
추엽의 아들 추황(秋簧 = 추영수(秋永壽))이 1209년(희종 5) 국자시에 장원급제하고, 1213년(강종 3) 문과에 급제한 후 몽골의 침략으로 1232년(고종 19년) 도읍을 강화도로 옮겨 항전하던 비상 시대에 임금을 잘 모신 공으로 예문관 대제학을 거쳐 문하시중(門下侍中)을 역임하였으며, 명유(名儒) 우대정책에 힘입어 훌륭한 제자를 많이 배출하였기 때문에 이학종사(理學宗師)로 추앙받았다.
추황의 아들 추적(秋適)은 1260년(원종 1) 문과에 급제한 뒤 안동서기(安東書記)·직사관(直史館)을 거쳐 좌사간(左司諫)에 오르고, 충렬왕 때 민부상서(民部尙書)와 예문관(藝文館) 대제학(大提學)을 역임하였다. 추적(秋適)은 시랑(侍郞) 겸 국학교수(國學敎授)로 재임할 때 《명심보감(明心寶鑑)》을 편찬하여 중국에 전파하였다.

## 본관
추(秋)씨는 2015년 대한민국 통계청 인구주택총조사에서 60,483명으로 조사되었다. 추씨(秋氏)는 《조선씨족통보(朝鮮氏族統譜)》와 《증보문헌비고(增補文獻備考)》등에 개성(開城), 강화(江華), 파평(坡平) 등 47본까지 기록되어 있으나, 추계 추씨의 세거지명이다. 함흥 추씨(咸興 秋氏), 양지 추씨(陽智 秋氏), 전주 추씨(全州 秋氏)는 본관 이칭으로 동원분파(同源分派)이다.
《회헌실기(晦軒實記)》나 《조선역대 명신록》에 추적의 공적과 함께 노당 선생을 추계인(秋溪人)으로 명시하고 있다. 기타 추적을 추계인(秋溪人)으로 기록한 문적으로는 《속수청구명현보(續修靑邱明賢譜)》, 《동국문헌록(東國文獻錄)》, 《문헌통고(文獻通考)》, 《전고대방(典故大方)》, 《권초간문해대동운옥적자인명조(權草澗文海大東韻玉適字人名條)》 등이 있으며 《문헌비고(文獻備考)》 등에도 추적의 행적과 함께 추계인(秋溪人)으로 명시하고 있다.
추계현(秋溪縣)은 지금의 경기도 용인시 처인구 양지면과 경기도 안성시 고삼면 일대를 말한다. 민부 상서, 예문관 대제학 등을 지낸 추적(秋適)이 고려 왕실로부터 받은 사패지(賜牌地)에 이름 붙인 추계(秋溪)에서 지명이 유래한다. 추적은 명심보감의 집필자로 그의 저서는 중국까지 전파되었다. 추적의 묘소는 경기도 용인시 기흥구 공세동에 있다.
양지군 읍지에 의하면 조선 개국 초 고서면(古西面 : 지금의 안산시 고삼면) 봉림산 아래에 개읍(開邑)하고 읍호(邑號)를 양산(陽山)이라 하였다가 성종 경인년(1470) 북쪽 50리에 있는 금박산(지금의 양지면 소재) 기슭으로 이읍(移邑)하여 추계라는 지명이 문헌에 나타나는데 이것이 조선조의 전적(典籍)에 나온 추계라는 지명의 최초 기록이다. 1399년(정종 1) 추계현(秋溪縣)은 양지현으로 고쳐 감무를 두었다. 1896년 경기도 양지군(陽智郡)이 되었다가 1996년 용인시 양지면으로 명칭이 변경되었다. 현재는 경기도 용인시 처인구 양지면 추계리라는 지명으로 남아 있다.
추계가 추씨의 본관으로 사용하게 된 내력이 1864년(조선 고종 원년) 대구 인흥서원에 설치된 노당 선생 신도비에 금석문(金石文)에 설명되어 있다. 1865년 3월 15일 전국의 추씨 종친 대표들을 한 자리에 모아, 모든 추씨는 노당공 추적 3세조의 자손이므로 관향을 추계로 통일하는 것이 옳다는 만장일치의 합의를 끌어냈다. 예조(禮曹)에서 이것을 공인 받음으로써 추씨는 모두 추계추씨 한 본으로 되돌아갔다. 이 때 전국의 종친을 대표한 이는 경기도 양주의 추경환, 황해도 평산의 추응순, 평안도 추성언, 함경도 추경열, 강원도 추명록, 충청도 추만회, 경상도 대구의 추세문, 전라도 추순옥 등이다.

## 분관
추적의 손자인 추유(秋濡)는 중국으로 귀환하여 명나라 개국공신이 되었다. 추유(秋濡)의 5대손인 추수경(秋水鏡)은 중국 귀주성(貴州省) 오현군(五賢郡) 출신으로 1591년 명(明)나라의 무강자사(武康刺史)가 되었으며 이듬해 임진왜란이 일어나자 황제에게 간청하여 조선 파병을 결정하게 하였다. 그리하여 제독(提督) 이여송(李如松)을 따라 부장(副將)이 되어 아들 5형제 추로(秋蘆), 추적(秋荻), 추국(秋菊), 추지(秋芝), 추란(秋蘭)을 데리고 원병의 일원으로 참여하였다. 그는 곽산(郭山), 동래(東萊) 등지에서 많은 전공을 세웠으며 명으로 돌아가지 않고 함께 참전한 아들들과 전주(全州)의 추동(秋洞)에서 살았다. 정유재란(丁酉再亂) 때 전주싸움에서 전사하여 사후에 완산부원군(完山府院君)에 추봉되었다. 후손들이 추엽을 시조로 하고 추수경을 중시조로 하는 전주 추씨(全州 秋氏)로 분관하였다. 추수경 장군의 묘역은 전라북도 완주군 봉동읍 은하리 추동마을에 있다.

## 인물

### 역사 인물
- 추황(秋篁, 1198년 ~ 1259년) : 고려사에는 추영수(秋永壽)로 기록되어 있다. 고려 희종 5년(1209년) 국자시에 장원(壯元) 급제하고,[2] 1213년 문과에 급제하여 예부 상서, 예문관 대제학, 문하시중에 이르렀다. 왕세자인 원종(元宗)의 교육을 맡은 사부(師傅)로서도 활동하였다. 훗날 회암 선생을 기리는 제자들에 의해 이학종사(理學宗師)라는 명성을 얻게 되었다. 시호는 문정(文正).
- 추적(秋適, 1246년 ∼ 1317년) : 자는 관중(慣中), 호는 노당(露堂). 1260년(원종 1) 문과에 급제한 뒤 안동서기(安東書記)·직사관(直史館)을 거쳐 좌사간(左司諫)에 올랐다. 충렬왕 때 민부상서(民部尙書)·예문관제학(藝文館提學)을 역임하고, 시랑 국학교수(侍郞國學敎授)로 재임할 때 『명심보감』을 엮어 가르쳤다. 시호는 문헌(文憲)이다.
- 추진(秋震, 1296년 ∼ 1368년) : 호 경재(敬齋). 추적의 장남. 교서랑(校書郞)으로 관직을 시작하여, 원주(原州) 판관(判官)을 지낸 다음, 천장시(天場試)에 급제함으로써 일약 보문각(寶文閣) 직제학(直提學)으로 승진하였다. 공민왕이 등극한 후에 광록대부(光祿大夫) 병부상서(兵部尙書)가 되었다. 친원파에 대한 숙청이 시작되자 과업을 수행하였다. 공민왕 12년에 벼슬에서 물러나 궤장(免杖)을 하사 받았다. 시호는 충효(忠孝).
- 추뢰(秋雷, 1298년 ∼ 1341년) : 호 익재(益齋). 추적의 차남. 국학에서 배운 뒤에 과거에 급제하여 벼슬은 사간원 사간(司諫)에 이르렀다.
- 추유(秋濡, 1345년 ∼ 1404년) : 자 윤지(潤之), 호(號) 운심제(雲心齊). 추진(秋震)의 큰 아들로 밀양부(密陽府)에서 태어났다. 1362년(공민왕 11년) 18세에 성균시(成均試)에 급제하였으나, 권세와 간신배들로 인하여 기울어져 가는 고려를 떠나 중국으로 귀환하였다. 양쯔강(揚子江) 하류 강변에 있는 고찰(古刹) 금산사(金山寺)에 도착하여 주원장(朱元璋)을 만나 혈맹을 맺고, 호주(湖州) 출신의 지장(智將) 서달(徐達)과 탕화(蕩和)와도 동지로서 뜻을 같이하기로 맹세하였다. 1363년 화주(和州)에서 반원군(反元軍)의 지도자 진우량(陳友諒)의 대군을 격파하였다. 추유는 이 결전에 행군총관(行軍摠管)으로서 치밀한 작전을 세워 성의백(誠意伯)과 함께 첫 출전하여 승전을 올린 것이다. 추유는 명나라 개국공신으로 병부시랑(兵部侍郞) 좌간의대부(左諫議大夫)가 되어 북벌군(北閥軍)에 합류하여 원나라의 수도 연경(燕京)을 점령하고 몽골 세력을 멀리 캐라코람으로 몰아냈다. 벼슬은 호부상서(戶部尙書)에 이르렀다. 1393년(홍무 26년)에 명나라의 안위사(安慰使)로서 조선을 방문하였다.
- 추협(秋浹, 1348년 ∼ 1409년) : 호 사암(思庵). 추진(秋震)의 차남. 1363년 형 추유를 따라 중국으로 떠났다. 절강성(浙江省)에서 농민군을 모아 한때 8,000명의 군세를 거느리고 명나라 창업에 큰 훈공을 세워 추유(秋濡)와 함께 건국 공신의 반열에 올랐다. 벼슬은 태복(太僕)에 이르렀다.
- 추영(秋瀅, 1315년 ∼ 1400년) : 호 낭산(琅山). 추뢰(秋雷)의 아들. 충목왕(忠穆王) 때 철성부 판관(鐵城府判官)으로 관직을 시작하였다. 일을 잘 한다는 평가를 받아 왕명을 출납(出納)하는 요직인 지신사(知申事)로 승진하였는데, 이를 시기하는 소인배들의 참소로 부당한 탄핵을 받아 한때 관직에서 물러나기도 했다. 얼마 후에 공민왕이 즉위하자 사헌부 장령(掌令)으로 승진하였다. 이성계(李成桂) 일당의 역성혁명을 보고 분개한 추형은 관직을 버리고 한때 현령(縣令)으로 있었던 강원도 평창(平昌)으로 들어가 청빈낙도하며 초야에 묻혀 시서(詩書)를 벗삼아 여생을 보냈다.
- 추귤(秋橘, 1370년 ∼ 1438년) : 호 쌍곡(雙谷). 추유(秋濡)의 아들. 1392년(명나라 홍무 25년) 문과에 급제한 뒤 산동첨사(山東僉事)가 되자 영락제를 황제의 보위에 올린 공신이 되어 상서좌복야(尙書左僕射)에 이르렀다.
- 추익한(秋益漢, 1383년 ∼ 1457년) : 8세손. 호 우천(愚川), 자(字) 우삼(友三), 초명(初名)은 추한복(秋漢復). 홍문관 부수찬(副修撰), 호조좌랑(戶曹佐郞)을 거쳐 호조정랑(正郞)으로 승진한 뒤, 한성부윤(漢城府尹)을 끝으로 관직을 떠나 고향인 강원도로 낙향하였다. 영월 유배 중인 단종을 극진히 모신 충신으로 단종의 영정을 모신 영모전(永慕殿)과 충절사(忠節祠)에 엄흥도(嚴興道)·정사종(丁嗣宗)과 함께 배향되었다.
- 추섭(秋燮, 1416년 ∼ 1476년) : 호 길천(吉泉). 추귤의 아들. 1438년(정통(正統) 3년) 명나라 문과에 급제하여 중서사인(中書舍人) 등을 역임한 뒤 안찰사(按察使)가 되었다.
- 추서(秋墅, 1444년 ∼ 1514년) : 호 해봉(海峯). 추섭(秋燮)의 아들. 명나라 성화(成化) 원년(1465년) 문과에 급제한 뒤 도지휘사(都指揮使)가 되었을 때 왜구가 명나라 해안의 도처에 침범하자 봉수제(烽燧制)를 시행함으로써 왜구를 소탕하였다. 벼슬은 병부상서(兵部尙書)에 이르렀다.
- 추천일(秋天日, 1488년 ∼ ?) : 호 연월당(煙月堂). 추서(秋墅)의 아들. 명나라 정덕(正德) 원년(1506년) 진사시에 급제하고, 정덕 5년 문과에 급제하여 이부좌시랑(吏部左侍郞)에 이르렀다.
- 추수경(秋水鏡, 1530년 ∼ 1600년) : 자는 청하(淸河), 호는 세심당(洗心堂). 중국 귀주성(貴州省) 오현군(五賢郡) 칠성동(七聖洞)에서 추천일의 아들로 태어났다. 명나라 문과에 급제하여 안찰사(按察使) 등 요직을 역임한 후, 벼슬은 무강자사(武康刺史)에 이르렀다. 1592년(선조 25년) 임진왜란이 일어나자 제독 이여송(李如松)의 부장(副將)으로서 명나라 총병아장(摠兵亞將)으로 아들 5형제와 함께 조선에 파병되었다. 곽산(郭山), 동래(東萊) 등지에서 많은 전공을 세웠으며 명으로 돌아가지 않고 함께 참전한 아들들과 전주(全州)의 추동(秋洞)에서 살았다. 정유재란 때 전주싸움에서 전사하여 사후에 완산부원군(完山府院君)에 추봉되었다.
- 추응현(秋應賢) : 겸사복(兼司僕) 추상익(秋尙益)의 아들. 정조 8년 무과 급제하였다.
- 추치경(秋致鏡) : 한말(韓末) 칠의사(七義士)의 한 사람, 충주(忠州) 장현(長峴) 전투에서 일본군(日本軍)과 싸우다가 전사하였다.
- 추용만(秋鏞滿)과 추용소(鏞召) 형제는 합천(陜川)에서 결사대를 조직하고 일본 수비대를 공격하다 순국하였다.
- 추기엽(秋琪燁) : 항일 의병장으로 활동하였다.
- 추교철(秋敎哲, 1885년 ~ 1951년) : 독립운동가. 1919년 7월 군자금 모집을 통해 임시정부를 지원할 목적으로 비밀결사 독립애국단(獨立愛國團)을 조직하였다. 동단은 임시정부로부터 군자금 모금지령서를 교부받아 자산가들에게 독립군 명의의 사형선고서를 우송하며 군자금 수합활동을 폈다. 1920년 일경에 체포되어 3년간 옥고를 치렀다. 정부에서는 1990년에 건국훈장 애족장을 추서하였다.
- 추규영(秋圭映) : 독립운동가. 동래군청 앞에서 장날에 모인 군중에게 독립선언서와 태극기를 배포하면서 독립만세를 고창하며 시위를 주도하였다.
- 추경석(秋敬錫) : 제8·9대 국세청장, 제2대 건설교통부 장관으로 재임하였다.
- 추준석(秋俊錫) : 통상산업부 차관보, 중소기업청장, 부산항만공사 사장으로 재임하였다.
- 추병직(秋秉直) : 제13대 건설교통부 장관으로 재임하였다.
- 추규호(秋圭昊) : 주영국 특명전권대사, 한국외교협회 부회장으로 재임하였다.
- 추재엽(秋在燁) : 제10·12·14대서울특별시 양천구청장으로 재임하였다.
- 추미애(秋美愛) : 제15대·20대 국회의원. 제67대 법무부 장관으로 재임하였다.
- 추종연(秋宗淵) : 주콜롬비아 특명전권대사로 재임하였다.
- 추경호(秋慶鎬) : 제6대 부총리 겸 기획재정부 장관, 제20·21대 국회의원으로 재임하였다.

## 항렬자
| 19세                 | 20세                       | 21세                 | 22세                       | 23세                 | 24세                       | 25세                 | 26세                      | 27세                 | 28세                       | 29세                 | 30세     | 31세   | 32세   | 33세     | 34세   | 35세     | 36세   | 37세     | 38세   | 39세                       | 40세   | 41세     | 42세   | 43세     | 44세   | 45세     | 46세   | 47세     | 48세   |
| -------------------- | -------------------------- | -------------------- | -------------------------- | -------------------- | -------------------------- | -------------------- | ------------------------- | -------------------- | -------------------------- | -------------------- | -------- | ------ | ------ | -------- | ------ | -------- | ------ | -------- | ------ | -------------------------- | ------ | -------- | ------ | -------- | ------ | -------- | ------ | -------- | ------ |
| 혁(赫) 현(顯) 종(鍾) | 口규(圭) 口주(周) 口순(淳) | 용(鏞) 종(鍾) 상(相) | 口구(求) 口영(永) 口환(煥) | 병(秉) 동(東) 규(圭) | 口엽(燁) 口환(煥) 口현(鉉) | 교(敎) 성(聲) 영(永) | 口호(鎬) 口수(銖) 口병柄) | 연(淵) 한(漢) 렬(烈) | 口식(植) 口근(根) 口재(在) | 현(顯) 연(然) 석(錫) | 口윤(潤) | 근(根) | 희(熙) | 口기(基) | 용(鎔) | 口철(澈) | 동(東) | 口훈(勳) | 효(孝) | 口영(榮) 口형(炯) 口진(鎭) | 문(汶) | 口식(植) | 헌(憲) | 口배(培) | 연(練) | 口수(洙) | 병(秉) | 口휴(烋) | 증(增) |

## 문화재
- 인흥서원(仁興書院) : 대구광역시 달성군 화원읍 본리리 730번지에 있는 조선시대의 서원. 고려의 문신 추적(秋適)의 위패를 봉안하고 있다. 1825년(순조 35) 10월 팔도 유림(儒林)과 추적의 20대손인 추세문(秋世文)이 뜻을 모아 창건하였으며, 1868년(고종 5) 흥선대원군의 서원철폐령의 화를 피하여 창건 당시의 원형을 보존하고 있다.[7]
- 추적 신도비(秋適 神道裨) : 대구 인흥서원에 있는 고려의 문신 추적의 신도비로 1864년(고종 1) 건립되었다. 높이 210 cm, 폭 83 cm, 두께 56 cm 규모이며, 비문은 홍문관제학을 역임한 조선 후기의 문신 해장 신석우(申錫愚)가 지었다. 신도비를 보호하고 있는 비각(碑閣)은 정면·측면 각 1칸의 팔작지붕 건물이다.[8]
- 명심보감판본(明心寶鑑板本) : 대구광역시  유형문화재 제37호. 고려 원종 2년 문과에 급제하여 민부상서 예문관제학을 지낸 추적 선생이 편저한 것이다. 추적은 『명심보감』은 공자 등 제자백가의 책과 시부 가운데서 쉽고 생활에 기본이 되는 내용을 골라 엮은 책인데, 이것은 국가에서 세운 학교의 학생들에게 심성수양의 기본서로 삼기 위함이었다. 현재 전하는 것은 1869년(고종 6) 추세문이 출판한 인흥재사본이 전수되어 국역 출판됨으로써 가정, 학교에서 교육용으로 널리 쓰여왔다. 이것은 총 31장으로 인흥서원의 목판이 유일하다.[9]

## 인구
- 1985년 추계 추씨 (5,229가구 21,421명) + 양지 추씨 (208가구 863명) + 전주 추씨 (5,212가구 22,141명) = 44,425명
- 2000년 추계 추씨 (12,622가구 39,994명) + 양지 추씨 (178가구 654명) + 전주 추씨 (841가구 2,670명) = 43,318명
- 2015년 추계 추씨 45,766명 + 양지 추씨 1,298명 + 전주 추씨 1,953명 = 49,017명